# Miridiba pseudosinensis
Miridiba pseudosinensis är en skalbaggsart som beskrevs av Keith 2010. Miridiba pseudosinensis ingår i släktet Miridiba och familjen Melolonthidae. Inga underarter finns listade i Catalogue of Life.